# Hyde Park Corner

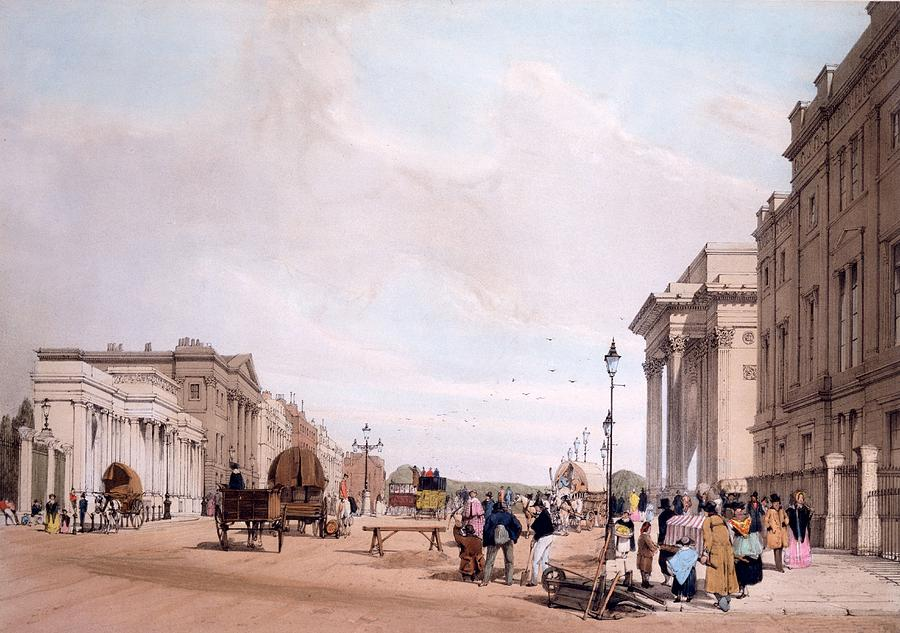
Hyde Park Corner el año 1842.

Hyde Park Corner es una plaza importante de Londres. Está situada en la Ciudad de Westminster. La plaza se encuentra en el sudeste de Hyde Park, del que toma el nombre. Es un importante cruce de carreteras, donde convergen las calles de Park Lane, Knightsbridge, Piccadilly, Grosvenor Square y Constitution Hill. Hay también un túnel de vía debajo de la plaza, conectando Knightsbridge con Piccadilly
En el centro del cruce se encuentra un gran espacio verde, en medio del cual está el Arco de Wellington. Hay tres memoriales al próximo del arco; el Royal Artillery Memorial, el Australian War Memorial y el New Zealand War Memorial, dedicados a los soldados del regimiento Royal Artillery y de los países de Australia y Nueva Zelanda que fallecieron en la Primera y la Segunda Guerra Mundial.
Hyde Park Corner también fue la clave secreta que utilizó el secretario privado del monarca en Sandringham House para informar al primer ministro Winston Churchill el fallecimiento de Jorge VI del Reino Unido, ocurrida en 1952